# 琉球大学の人物一覧
琉球大学の人物一覧（りゅうきゅうだいがくのじんぶついちらん）は琉球大学に関係する人物の一覧記事。

## 歴代学長
- 初代 志喜屋孝信（1950年11月4日 - 1952年6月30日）
- 第8代 高良鉄夫（1970年7月1日 - 1973年6月30日）
- 第11代 東江康治（1984年6月1日 - 1990年5月31日）
- 第15代 岩政輝男（2007年6月1日 - 2013年3月31日）
- 第16代 大城肇（2013年4月1日 - 2019年3月31日）
- 第18代 喜納育江（2025年4月1日 - ）

## 著名な教職員
- 我部政明 - 名誉教授。国際政治学、日本外交史、日米関係論を専門とする政治学者。

## 著名なOB・OG

### 政界
- 照屋寛徳 - 社会民主党衆議院議員、弁護士
- 東門美津子 - 前沖縄市長、元社会民主党衆議院議員
- 仲里利信 - 元沖縄県議会議長、前無所属衆議院議員
- 伊波洋一 - 元宜野湾市長、無所属参議院議員
- 山内徳信 - 元社会民主党参議院議員、元読谷村長、元沖縄県出納長
- 稲嶺進 - 元名護市長
- 下地敏彦 - 元宮古島市長
- 座喜味一幸 - 宮古島市長
- 瑞慶覧長敏 - 南城市長、元民主党衆議院議員
- 山里朝盛 - 元糸満市長
- 松本哲治 - 浦添市長
- 喜納昌春 - 沖縄県議会議長、前沖縄社会大衆党委員長
- 島袋秀幸 - 元伊江村長
- 瑞慶覧長方 - 元沖縄県議会議員、元沖縄社会大衆党委員長

### 官界
- 仲程倫由 - 元内閣府沖縄総合事務局次長、元内閣府大臣官房参事官、沖縄美ら島財団参与
- 前津盛和 - 元内閣府沖縄総合事務局次長、元内閣府政策統括官付参事官付主査
- 上原良幸 - 元沖縄県副知事、沖縄県信用保証協会会長
- 謝花喜一郎 - 元沖縄県副知事、沖縄県信用保証協会会長
- 富川盛武 - 元沖縄県副知事、元沖縄国際大学学長、那覇空港ビルディング会長
- 新垣尚之 - 沖縄振興開発金融公庫理事長、元石垣空港ターミナル取締役

### 財界
- 石嶺伝一郎 - 元沖縄電力社長、沖縄県経済団体会議議長、沖縄県商工会議所連合会会長
- 與那嶺清 - オリオンビール社長、沖縄県経営者協会副会長
- 松本行雄 - 元琉球銀行頭取

### 法曹
- 白承豪 - 弁護士、日本弁護士連合会副会長、在日コリアン弁護士協会代表

### 研究者・学者
- 上床美也 - 物理学者、東京大学教授、元日本高圧力学会会長
- 音好宏 - 社会学者、上智大学教授、放送批評懇談会理事長
- グレフォ・ゲルン - 水産学者、元サム・ラトゥランギ大学副学長
- 齋木喜美子 - 文学者、関西学院大学教授、日本児童文学学会賞
- 嘉数侑昇 - 情報工学者、北海道大学名誉教授、元北海道情報大学学長
- 島村幸一 -文学者、立正大学教授
- 下地真樹 - 経済学者、阪南大学准教授
- 新城郁夫 - 育種学者、琉球大学名誉教授、紫綬褒章、みどりの学術賞
- 玉城絵美 - 情報工学者、琉球大学教授、東京大学特定客員教授、H2L創業者、沖縄電力取締役
- 西平守孝 - 生態学者、東北大学名誉教授、沖縄美ら島財団参与、元日本サンゴ礁学会会長、日本学士院エジンバラ公賞
- マルタ・モリナス - 電子工学者、ノルウェー科学技術大学教授、ノルウェー王立学術院会員、IEEEフェロー
- 宮竹貴久 - 生物学者、岡山大学教授
- 三砂ちづる - 疫学者、津田塾大学教授
- 山田哲也 - 教育学者、一橋大学教授
- 渡久山幸功 - 偉大な英米文学者、琉球大学客員研究員

### 文学
- 目取真俊 - 小説家（第117回芥川賞受賞）
- 又吉栄喜 - 小説家（第114回芥川賞受賞）
- 崎山多美 - 小説家
- 安里琉太-  俳人（第44回俳人協会新人賞受賞）
- 宮里立士 - 文芸評論家
- はやのん - 漫画家
- 明 - 漫画家

### 芸術
- 中江裕司 - 映画監督
- 天願大介 - 脚本家・映画監督

### 芸能
- 屋比久知奈 - ミュージカル女優、歌手
- スリムクラブ - お笑いコンビ
- 平良交一 - ミュージカル俳優、オペラ歌手
- 首里のすけ - お笑い芸人
- 玉城俊幸 - お笑い芸人（キャン×キャン）
- 多田野曜平 - 声優
- 中孝介 - 歌手
- 諸見里大介 - お笑い芸人（吉本新喜劇座員）
- 比嘉聰 - 琉球芸能実演家、人間国宝、沖縄県立芸術大学教授
- 赤嶺総理 - お笑い芸人
- フレンドリー田崎 - お笑い芸人（THE GREATEST HITS）
- ベンビー - お笑い芸人
- 北山亭メンソーレ - 落語家

### スポーツ
- 湯浅泰正 - ラグビー指導者
- 飯島夏樹 - ウィンドサーファー
- 池本夢実 - プロボクサー
- 伊藤清隆 - スポーツ企業経営者
- 一ノ矢充 - 力士（相撲部創設者）
- 宮城驍 - 空手家

### マスコミ
- 寄川淑仔 - 長崎放送アナウンサー
- 平良いずみ - 沖縄テレビ放送アナウンサー
- 比嘉俊次 - 琉球放送アナウンサー
- 仲村美涼 - 琉球放送アナウンサー
- 大城勝太 - エフエム沖縄アナウンサー
- 新川明 - ジャーナリスト、元沖縄タイムス社社長
- 仲新城誠 - ジャーナリスト、八重山日報編集長
- 牛島可南子 - 元山形放送アナウンサー、フリーアナウンサーを経て2023年よりNHK沖縄放送局契約キャスター[1]

### その他
- 平坂寛 - フリーライター、YouTuber